# Joshua Pollock
Joshua Jason „Josh“ Pollock (* 1983 oder 1984 in Silver Spring, Maryland) ist ein professioneller US-amerikanischer Pokerspieler. Er ist zweifacher Braceletgewinner der World Series of Poker und gewann 2022 das Main Event der World Poker Tour.

## Pokerkarriere

### Werdegang
Seine erste Geldplatzierung bei einem Live-Pokerturnier erzielte Pollock Anfang Juni 2007 bei der World Series of Poker (WSOP) im Rio All-Suite Hotel and Casino in Paradise am Las Vegas Strip. Dort belegte er bei einem Turnier der Variante No Limit Hold’em die Geldränge. Bei der WSOP 2011 kam der Amerikaner erstmals beim Main Event der Turnierserie auf die bezahlten Plätze und erhielt rund 35.000 US-Dollar für seinen 303. Platz. Ende August 2011 erreichte er beim Main Event der World Poker Tour (WPT) in Los Angeles den Finaltisch und belegte den mit knapp 130.000 US-Dollar dotierten vierten Rang. Bei der WSOP 2013 entschied Pollock ein Turnier in Pot Limit Omaha für sich und gewann damit sein erstes Live-Turnier überhaupt. Dafür setzte er sich gegen 1021 andere Spieler durch und erhielt ein Bracelet sowie den Hauptpreis von rund 280.000 US-Dollar. Knapp einen Monat später erzielte er erneut eine Geldplatzierung beim WSOP-Main-Event und sicherte sich als 70. eine Auszahlung von über 100.000 US-Dollar. Nachdem der Amerikaner von 2014 bis 2018 keinen WSOP-Finaltisch erreicht hatte, siegte er bei der WSOP 2019 unter seinem Nickname loofa bei einem auf der Online-Plattform WSOP.com ausgespielten Event in Pot Limit Omaha und erhielt knapp 140.000 US-Dollar sowie sein zweites Bracelet. Ende Juli 2020 wurde er bei einem Bounty-Turnier der erstmals aufgrund der COVID-19-Pandemie auf GGPoker ausgespielten World Series of Poker Online Zweiter und erhielt mehr als 110.000 US-Dollar. Anfang September 2022 gewann Pollock das WPT-Main-Event in Los Angeles und sicherte sich seine bislang höchste Auszahlung von über 570.000 US-Dollar.
Insgesamt hat sich Pollock mit Poker bei Live-Turnieren mehr als 1,5 Millionen US-Dollar erspielt.

### Braceletübersicht
Pollock kam bei der WSOP 40-mal ins Geld und gewann zwei Bracelets:
| Jahr | Buy-in (in $) | Turnier                                  | Teilnehmer | Preisgeld (in $) |
| ---- | ------------- | ---------------------------------------- | ---------- | ---------------- |
| 2013 | 1500          | Pot-Limit Omaha                          | 1022       | 279.431          |
| 2019 | 0600          | WSOP.com Online Pot-Limit Omaha 6-Handed | 1216       | 139.470          |